# Fontaine à coupole de Sidi Abdessalem

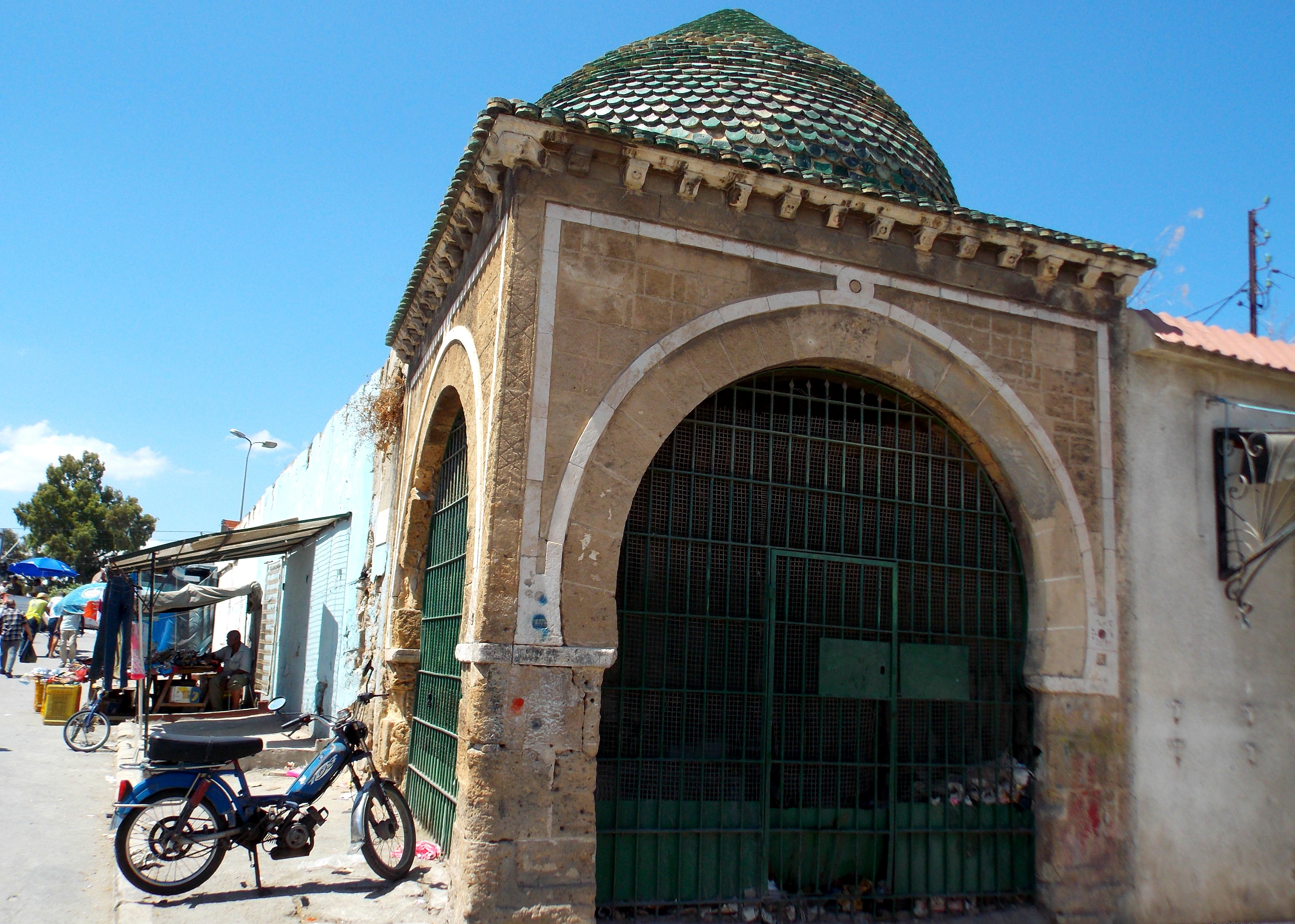
Vue de la fontaine

La fontaine à coupole de Sidi Abdessalem, ou plus simplement fontaine de Sidi Abdessalem, est une fontaine publique située près de Bab Sidi Abdessalem, l'une des portes de la médina de Tunis. Elle est coiffée d'un petit bâtiment surmonté d'une coupole.

## Historique

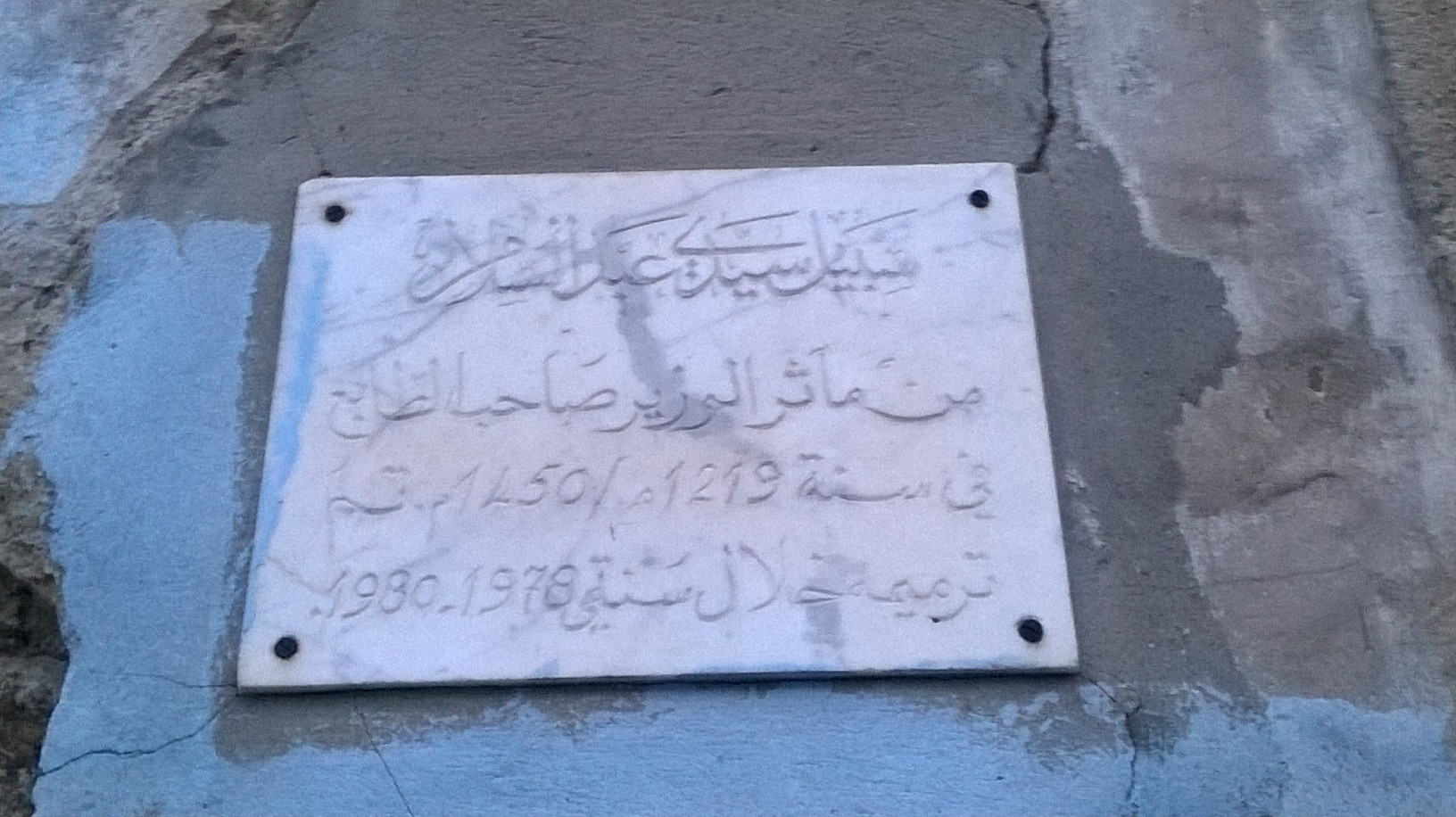
Plaque en marbre indiquant les dates de fondation et de restauration

Cette fontaine, tout comme la porte voisine, tire son nom du saint Abdessalam Lasmar (en), savant musulman d’origine libyenne.
Elle est construite au début du XIXe siècle, sous le règne du ministre Youssef Saheb Ettabaâ, devient un monument classé par décret du 3 mars 1915 et fait l'objet d'une restauration entre 1978 et 1980.